# Azione del 27 marzo 1942
L'azione del 27 marzo 1942 fu una battaglia navale combattuta tra gli Stati Uniti d'America e la Germania durante la seconda guerra mondiale nelle acque dell'oceano Atlantico. Durante un pattugliamento a 300 miglia nautiche al largo di Norfolk, in Virginia, una Q-ship americana incontrò un U-Boot tedesco e ne seguì un veloce confronto di superficie.

## Svolgimento dello scontro
L'USS Atik, agli ordini del tenente comandante Harry Lynnwood Hicks, era in origine un mercantile chiamato SS Carolyn che fu convertito in una a Q-ship dopo l'ingresso in guerra degli Stati Uniti. L'Atik stazzava 6 720 t con un equipaggio di 141 uomini e un armamento di quattro cannoni da 100 mm, otto mitragliatrici e 6 K-gun. Alle 17:00 circa del 27 marzo l'U-123 riconobbe l'Atik. Più di due ore dopo, alle 19:37 il Kapitänleutnant Reinhard Hardegen fece fuoco con siluri G7 da una posizione in superficie e uno di essi colpì il ponte dell<'Atik a tribordo. La Q-ship iniziò a sbandare di poco. Il tenente comandante Hicks decise che l'unico modo di attirare l'U-boot nel raggio d'azione dei suoi cannoni era quello di ordinare a una scialuppa di salvataggio di calarsi da dritta. Il trucco funzionò e così mentre l'U-123 virava a dritta, l'Atik fece fuoco con tutte le armi tra cui le bombe di profondità: i primi colpi caddero vicino all'U-boot e gli altri deviarono. Le mitragliatrici statunitensi ebbero tuttavia successo e quindi il ponte dell'U-boat fu leggermente danneggiato e un aspirante guardiamarina tedesco fu ferito a morte.
Appena gli americani ebbero iniziato a sparare, il capitano Hardegen fece entrare in azione i cannoni del ponte e si sottrasse al raggio d'azione della Q-ship prima di immergersi, ma alle 21:29 attaccò ancora per finire la nave americana. Dopo aver fatto fuoco e colpito con un altro siluro, l'Atik rimase a galla mentre la prua s'abbassava lentamente. Il resto dell'equipaggio americano sembrò stesse evacuando dalla nave e così i tedeschi non la considerarono più una minaccia e tornarono in superficie alle 22:27 per osservare il naufragio della Q-ship. Ventitré minuti più tardi l'Atik e successivamente una burrasca uccise tutti i 141 marinai statunitensi. Un SOS fu ricevuto da tre navi militari statunitensi, la (USS Noa, la USS Asterion e la USS Sagamore), ma quando arrivarono non c'era più nulla da fare. Aeroplani statunitensi cercarono per diversi giorni, ma non trovarono nulla a parte rottami e cinque scialuppe di salvataggio.